# Дзержинская улица
Дзержи́нская улица — одна из основных улиц подмосковного города Дзержинский, проходящая на юге города.

## Описание
Улица названа в честь Ф. Э. Дзержинского. Начинается от площади Святителя Николая и заканчивается на перекрёстке с Лесной улицей. Нумерация зданий ведётся от площади Святителя Николая. С правой стороны к улице примыкают улица Виктора Дудкина, улица Овиновка, ул. Карьер ЗИЛ, а слева — улица Бондарева и Томилинская улица.

## Примечательные здания и сооружения
Источник:
- (между домами 7Б и 9) памятник Ф. Э. Дзержинскому
- Дом 15 — Судебный участок № 121
- Дом 19А — ДК «Вертикаль»
- стела «Серп и молот»
- памятник Создателям ракетного щита России